# ونور
ونور (به انگلیسی: Vannur) یک روستا در هند است که در Belgaum district واقع شده‌است.